# والتر ديفيس (عازف بيانو)
والتر ديفيس (بالإنجليزية: Walter Davis)‏ هو عازف بيانو أمريكي، ولد في 1 مارس 1912 في غرينادا في الولايات المتحدة، وتوفي في 22 أكتوبر 1963 في سانت لويس في الولايات المتحدة.

## وصلات خارجية
- والتر ديفيس على موقع ميوزك برينز (الإنجليزية)
- والتر ديفيس على موقع أول ميوزيك (الإنجليزية)
- والتر ديفيس على موقع ديسكوغز (الإنجليزية)